# Tom & Jerry
Tom and Jerry (prt/bra: Tom e Jerry ou Tom & Jerry) é uma popular série de filmes de curtas-metragens americana criado por William Hanna e Joseph Barbera, produzida entre 10 de fevereiro de 1940 e 7 de setembro de 1967 para a Metro-Goldwyn-Mayer.

## Sinopse
Tom e Jerry é a mais tradicional e influente série de curta-metragens de cinema criada por William Hanna e Joseph Barbera para a Metro-Goldwyn-Mayer, cujo tema é a eterna rivalidade entre um gato doméstico chamado Tom e um rato chamado Jerry.

## Trama e formato
O centro da trama se baseia geralmente em tentativas frustradas de Tom tentando capturar Jerry, com o caos e a destruição que ainda se seguem.
Tom raramente consegue capturar Jerry, principalmente por causa das habilidades do engenhoso ratinho, e também por causa de sua própria estupidez. As perseguições eram eletrizantes e sempre vinham acompanhadas por uma boa trilha sonora.
Também eram utilizadas diversas armadilhas e truques que no final não davam resultado satisfatório, como bombas e ratoeiras, coisas que eram fundamentais na rivalidade entre o gato e o rato. Alguns personagens também marcam presença na trama, como o bulldog Spike e o rival de Tom, o gato Butch.
Depois de 1953, todos os desenhos de Tom e Jerry foram criados e produzidos no formato Academy Ratio; desde 1953 até 1956 alguns dos desenhos foram produzidos no formato Academy e no processo Widescreen Cinemascope. Desde 1956 até o encerramento do estúdio de animação da MGM, um ano depois, todos os desenhos animados de Tom e Jerry foram compatíveis também no formato Academy Widescreen. Todos os desenhos de Hanna-Barbera foram produzidos em Technicolor; os trabalhos dos anos 1960 foram feitos em Metrocolor.

## Era de ouro de animação americana (1940 - 1967)
A era de ouro de animação americana da série teve três períodos de animadores:

### O Período Hanna-Barbera (1940-1958)
A dupla começou em um curta da MGM chamado "Puss Gets the Boot", que foi para os cinemas em 10 de fevereiro de 1940. O produtor Fred Quimby pediu a William Hanna e Joseph Barbera que desenhassem um curta, e a dupla de animadores teve a ideia de um desenho onde um gato perseguia um rato. Neste curta Tom se chamava Jasper e Jerry se chamava Jinx. Somente depois os produtores batizaram os personagens de "Tom e Jerry". William Hanna e Joseph Barbera escreveram e dirigiram mais 113 episódios entre 1940 e 1957, a partir do segundo episódio, os animadores Kenneth Muse, Irven Spence, Ed Barge, Ray Patterson foram indicados para a animação dos personagens. Cada um deles dava um traço diferente para cada personagem, que mudava rapidamente de uma cena para a outra. Destes episódios, 93 foram produzidos por Fred Quimby (apesar da proeminência do seu nome nos créditos da produção, artisticamente falando, Quimby não teve participação alguma na produção da série animada).
Quando a MGM Cartoon Studio (local onde os desenhos eram produzidos) foi fechada, causou o fim do desenho original. O último dos 114 episódios foi lançado em 1958. A série original foi indicada 13 vezes ao Oscar de melhor curta de animação entre 1943 e 1954, e ganhou sete.

#### Televisão
Em 1965, os curtas de Hanna e Barbera foram editados para passar na televisão. A personagem que representa a dona negra de Tom foi substituída em alguns episódios por uma mulher branca e magra (um deles é a curta Saturday Evening Puss), além de ter sua voz substituída por um tom mais suave. Grande parte das cenas de violência também foi retirada para versão exibida no Reino Unido.

### O Período Gene Deitch (1960-1962)
Em 1960, a MGM decidiu produzir novos curtas de Tom & Jerry, aproveitando o sucesso que a Warner ia tendo com as curtas dos Looney Tunes nos cinemas, então, o produtor William L. Snyder fez um acordo com o diretor Gene Deitch e seu estúdio, a Rembrandt Films para continuar a produzir o desenho em Praga, na Checoslováquia. Foram ao todo produzidos 13 curtas pela Rembrandt Films. A dupla havia participado, na mesma época, da produção de alguns episódios de Popeye no grupo de produtores para o seriado de TV coordenado pela King Features Syndicate. Nesse tempo de produção dirigido por Gene Deitch, Tom era o mascote de um homem que tinha problemas em controlar seus nervos e ficava facilmente irritado e furioso quando o Tom causava algum problema (fato bastante visível quando seu rosto ficava vermelho). O rato Jerry também morava em um buraco da casa, assim como na época de Hanna Barbera, para o azar de Tom.
Os desenhos produzidos por William L. Snyder e realizados por Gene Deitch foram muito criticados de forma negativa por adotar um formato totalmente diferente da série original, abusando da surrealidade, misturando vários movimentos dos personagens extremamente exagerados, adição e efeitos sonoros bizarros e utilização excessiva de reverberação, além de diversas enfatizações gráficas. Alguns fãs detestaram e detestam esta fase de Tom and Jerry.
Como eram produzidos na chamada Cortina de Ferro (em Praga, capital da então comunista Checoslováquia) não constava nos créditos no fim dos desenhos a frase "Made in Hollywood, USA", mas sim "A MGM Cartoon", numa tentativa de esconder o local da produção.
Apesar da qualidade não ter sido a mesma nestes 13 curtas, os Looney Tunes acabaram por ser derrotados e perderam o primeiro lugar de visionamento nos cinemas. Um recorde que tinham há longas décadas.
No início dos anos 2010 (entre 2010 e 2014), os curtas de Gene Deitch foram banidos das redes mundiais do Cartoon Network. A Turner também não gostou nada desta fase dos personagens, sendo algo que a empresa considerava no mínimo, dispensável. Os curtas estão disponíveis na internet e em alguns países na coleção em DVD.

### O Período Chuck Jones (1963-1967)

O leão da MGM na abertura das curtas do período Chuck Jones (1963-1967) foi substituído por Tom, tentando imitar os seus gemidos.

Depois que o último desenho produzido por Deitch foi lançado, Chuck Jones tinha sido despedido da Warner Bros. por ter violado o contrato na produção do curta Gay Purr-ee.
Após trabalhar na Warner Bros. mais de trinta anos, Jones iniciou o seu próprio estúdio de animação, a Sib Tower 12 Productions, com seu amigo Les Goldman. Então, a MGM contratou ele e seu estúdio para produzir os novos desenhos da série. Ao todo, a Sib Tower produziu 34 curtas entre 1963 e 1967.
Jones fez diversas adaptações dos personagens, mudando as suas personalidades e fazendo algumas mudanças na aparência de Tom, que teve a sobrancelha mudada e ganhou um tom de cinza mais claro semelhante ao da série original, e Jerry, que teve os olhos aumentados, a orelha mais arredondada e uma cabeça mais expressiva. O leão da MGM na abertura das curtas foi substituído por Tom, tentando imitar os seus gemidos.
A MGM parou a produção de Tom & Jerry em 1967, época em que já tinha comprado a Sib Tower 12, renomeando-a de MGM Animation/Visual Arts. O último curta produzido foi Purr-Chance to Dream, que também é o último episódio da era de ouro de animação americana dos personagens.

## A era da televisão (1975 - presente)

### Segundo Período de Hanna-Barbera:The Tom and Jerry Show(1975–1977)
Em 1975, Tom e Jerry se reuniram com Hanna e Barbera, que produziram novos desenhos animados de Tom e Jerry para as manhãs de sábado. Estes 48 curtas de sete minutos foram pareados com João Grandão e Rabugento, para criar o Tom & Jerry/Grape Ape Show, The Tom e Jerry /Grape Ape/Mumbly Show, e The Tom e Jerry/Mumbly Show, todos os quais inicialmente foram exibidos no ABC Saturday Morning entre 6 de setembro de 1975 e 3 de setembro de 1977. Nestes desenhos animados, o gato Tom e o rato Jerry (agora com uma gravata vermelha), que tinham sido inimigos durante seus anos de formação, tornaram-se amigos não violentos que entraram em aventuras juntos, já que a Hanna-Barbera teve de cumprir as regras contra a violência em programas infantis. The Tom and Jerry Show ainda está no ar no canal canadense, Teletoon, e sua contraparte clássica, Teletoon Retro. A série foi geralmente mal recebida pelo público familiarizadas com as encarnações originais de Tom e Jerry, e esse formato foi finalmente deixado de lado nas produções mais recentes da dupla.

### O Período Filmation
A Filmation (em associação com a MGM Television) também produziu uma série de TV de Tom e Jerry. Sua versão chamada The Tom e Jerry Comedy Show, estreou em 1980, e também contou com novos desenhos animados estrelados por Droopy, Spike (de Tom e Jerry, que tinha a mesma versão também usada em Droopy), Slick Wolf, e o Urso Barney, que não foi usado desde os tempos da época dos curtas originais da MGM. Tom e Jerry da Filmation era visivelmente diferente da versão da Hanna-Barbera, que usava a fórmula de perseguição original, com um formato de humor um tanto mais "pastelão". Esta encarnação, assim como a versão de 1975, não foi bem recebida pelo público, e durou sua exibição pela CBS entre 6 de setembro de 1980 a 4 de setembro de 1982. O seu estilo de animação era semelhante à série de The New Adventures of Mighty Mouse e Heckle and Jeckle, que também foi produzida pela Filmation durante 1979.

### Terceiro Período  de Hanna-Barbera:Tom and Jerry Kids(1990–1994)
Em 1986, a MGM foi comprada pelo fundador da WTBS, Ted Turner. Ted Turner vendeu a empresa alguns anos mais tarde, mas continuou com os direitos de Tom e Jerry, tornando-os propriedade da Turner Entertainment (atualmente pertencente à Warner Bros. Discovery).
Uma das maiores tendências para série animadas nos anos 1980 e 1990 foi o "babyfication" de estrelas mais velhas e clássicos dos desenhos animados, e em 2 de março de 1990, Tom & Jerry Kids, co-produzido pela Turner Entertainment e Hanna-Barbera (que seria vendida a Turner em 1991) estreou na Fox Kids e por alguns anos, foi ao ar no programa infantil britânico CBBC. Ele apresentava uma versão jovem da famosa dupla de gato e rato perseguindo um ao outro. Tal como acontece na série de 1975 da Hanna-Barbera, Jerry voltar a usar sua gravata borboleta vermelha, enquanto Tom agora veste um boné vermelho. Além disso, Spike e seu filho Tyke (que agora tinha falas) e Droopy e seu filho Dripple, também apareceram em vários segmentos de back-up para o show, que decorreu até 18 de novembro de 1994. Tom e Jerry Kids foi a última série de desenhos animados do Tom e Jerry a serem produzidos em 4:3 (full screen).

### Episódios individuais
Em 2001, um novo especial de televisão intitulado Tom and Jerry: The Mansion Cat estreou no Boomerang. Este canal apresentava Joe Barbera (que também era um consultor criativo) como o dono de Tom, cujo rosto nunca é visto. Nestes desenhos animados, Jerry é um animal de estimação da casa como Tom, e seu proprietário tem que lembrar a Tom que não deve "culpar o rato em tudo".
Em 2005, um novo curta de Tom e Jerry para os cinemas, intitulado The Karate Guard, que havia sido escrito e dirigido por Barbera e Spike Brandt, com storyboard de Joseph Barbera e Iwao Takamoto e produzido por Joseph Barbera, Spike Brandt e Tony Cervone estreou em cinemas de Los Angeles em 27 de setembro de 2005, como parte da celebração do sexagésimo quinto aniversário e marcou o retorno de Barbera como escritor, diretor e artista de storyboard na série desde seus curtas da MGM. O diretor e animador, Spike Brandt foi indicado ao prêmio Annie de melhor animação dos personagens. O curta estreou no Cartoon Network em 27 de janeiro de 2006.

### Período Warner Bros. Animation (2006-2008)
Durante o primeiro semestre de 2006,foi lançada uma nova série chamada Tom and Jerry Tales, produzida pela Warner Bros. Animation. Treze episódios de meia hora (cada um deles compostos de três curtas, alguns deles - como The Karate Guard - foram produzidos e concluídos em 2003 como parte de mais de 30 curtas que seriam exibidos nos cinemas, mas tiveram os lançamentos cancelados após o desastre financeiro de Looney Tunes: Back in Action). Essa é a primeira série de TV de Tom e Jerry que utiliza o estilo original dos curtas clássicos, juntamente com o humor pastelão. A série foi cancelada em 2008, pouco antes do cancelamento do bloco WB Kids. Em janeiro de 2012, a série retornou e mudou-se para o Cartoon Network, mas apenas reprises foram exibidas sob o apelido de "novos episódios". Tom e Jerry Tales também foi a primeira série de desenhos animados de Tom e Jerry produzida em formato 16:9 (widescreen), mas cortada para 4:3 (tela cheia).

### Segundo Período Warner Bros. Animation (2014-atualmente)
Cartoon Network anunciou uma nova série animada composta de dois episódios de 11 minutos de duração que preserva a aparência, personagens principais e a sensibilidade dos curtas originais. Semelhante a outros trabalhos de reboot como Scooby-Doo! Mystery Incorporated e The Looney Tunes Show, a série trará Tom e Jerry em um ambiente contemporâneo, contando novas histórias e relocando os personagens para mundos mais fantásticos, de um castelo medieval para um laboratório de cientistas loucos.
Intitulado The Tom and Jerry Show, a série é produzida pela Warner Bros. Animation, com Sam Register servindo como produtor executivo em colaboração com Darrell Van Citters e Ashley Postelwaite na Renegade Animation. Originalmente programado para uma estreia em 2013, o Cartoon Network teve que adiar a estreia para 9 de abril de 2014. Esta é a segunda produção de Tom e Jerry apresentado em formato widescreen 16:9.
Em novembro de 2014, um curta de dois minutos foi mostrado como parte da Children In Need no Telethon do Reino Unido, no qual foi produzido como uma colaboração com a Warner Bros.
Em maio de 2016, WB Kids começou a lançar trechos de vários trabalhos de Tom e Jerry para o YouTube. Em janeiro de 2017, vídeos de compilação da franquia Tom e Jerry começaram a ser lançados pela WB Kids na plataforma. Em 20 de fevereiro de 2021, a Warner Bros. lançou dois novos curtas no HBO Max intitulados Tom and Jerry Special Shorts para homenagear o 81º aniversário de Tom e Jerry, bem como para promover o filme de 2021. Esses curtas compartilham o estilo dos outros desenhos originais da HBO Max, como Looney Tunes Cartoons, também produzidos pela Warner Bros. Animation.
Em 10 de junho de 2021, a WarnerMedia anunciou a série Tom and Jerry in New York para o HBO Max.

## Personagens
Tom é um gato doméstico cinza, que vive uma vida boa, enquanto Jerry é um rato marrom pequeno que vive sempre na proximidade dele. Tom é muito rápido, moderado e fino-descascado, enquanto Jerry é independente e oportunista. Apesar de ser muito energético e determinado, Tom é carente de inteligência e esperteza. Uma característica nos episódios é que Jerry geralmente sai triunfante das inúmeras batalhas, enquanto Tom é o perdedor. Entretanto, outros resultados podem ser alcançados; em ocasiões raras, quando Jerry atua como o instigador, há triunfos de Tom. Às vezes, ironicamente, ambos perdem ou ambos, em casos mais extremos, terminam amigos ("Heavenly Puss" e "Triplet Trouble"). Mas ambos os personagens possuem tendências sádicas, o que demonstra em proporções iguais a intenção de um atormentar a vida do outro.
Entretanto, dependendo do cartoon, sempre que um dos personagens parecer estar em uma situação de perigo por um inimigo extra, o outro fará o possível para tira-lo dessa situação. E também quando ambos encontram um inimigo em comum, quase sempre trabalham juntos para derrotá-lo. Não muito frequente, Tom e Jerry às vezes falam. Tom, o mais famoso, canta ao "wooing" para as fêmeas; por exemplo. O co-diretor William Hanna forneceu a maioria dos efeitos vocais para a dupla, incluindo o famoso grito de dor do Tom (criado e gravado do grito de Hanna, eliminando o começo e final da gravação, deixando somente a parte a mais forte do grito no efeito-sonoro).
A única outra vocalização razoavelmente comum é feita por Tom quando em alguma situação extrema, mas quase inevitável, acontece algo irônico com o gato. Tom com sono e golpeado parece dizer assombrado, ecoando a voz “não acredites nisso!”. Num dos episódios de 1956, toda a história é narrada por Jerry.

## Dublagem da era de ouro de animação
| Personagem         | Estados Unidos                                                                 | Brasil                    | Brasil                                          | Brasil                                                 | Portugal            | Portugal       |
| Personagem         | Estados Unidos                                                                 | CineCastro (1971/72)      | BKS (1981?)                                     | Ultra Video (Los Angeles) (1997)                       | PSB (2004)          | N/A (2011)     |
| ------------------ | ------------------------------------------------------------------------------ | ------------------------- | ----------------------------------------------- | ------------------------------------------------------ | ------------------- | -------------- |
| Tom                | William Hanna (1940 - 1958) Allen Swift (1960 - 1962) Mel Blanc (1963 - 1967)  | Ary de Toledo             | Olney Cazarré                                   | Nizo Neto (curta "The Million Dollar Cat") Mário Costa | João Pinto          | ?              |
| Tom                | William Hanna (1940 - 1958) Allen Swift (1960 - 1962) Mel Blanc (1963 - 1967)  | Ary de Toledo             | Francisco Borges                                | Nizo Neto (curta "The Million Dollar Cat") Mário Costa | João Pinto          | ?              |
| Tom                | William Hanna (1940 - 1958) Allen Swift (1960 - 1962) Mel Blanc (1963 - 1967)  | Ary de Toledo             | Dráusio de Oliveira (curta "Solid Serenade")    | Nizo Neto (curta "The Million Dollar Cat") Mário Costa | João Pinto          | ?              |
| Jerry              | William Hanna (1940 - 1958) Allen Swift (1960 - 1962) June Foray (1963 - 1967) | ?                         | Leda Figueiró                                   | Mário Costa (curta "Blue Cat Blues")                   | José Pedro Carvalho | ?              |
| Jerry              | William Hanna (1940 - 1958) Allen Swift (1960 - 1962) June Foray (1963 - 1967) | ?                         | Márcia Gomes (curta "Part Time Pal")            | Mário Costa (curta "Blue Cat Blues")                   | José Pedro Carvalho | ?              |
| Mammy Two Shoes    | Lillian Randolph (1940 - 1958) Thea Vidale (redublagem)                        | Neuza Tavares             | Lucy Guimarães Gessy Fonseca Isaura Gomes       | Sandra Corveloni                                       | Micaela Ferreira    | Paula Seabra   |
| Mammy Two Shoes    | Lillian Randolph (1940 - 1958) Thea Vidale (redublagem)                        | ?                         | Lucy Guimarães Gessy Fonseca Isaura Gomes       | Sandra Corveloni                                       | Micaela Ferreira    | Paula Seabra   |
| Spike              | Billy Bletcher (1940 - 1949) Daws Butler (1950 - 1958)                         | Milton Luís               | José Soares                                     | ?                                                      | Ruben Crasto        | ?              |
| Spike              | Billy Bletcher (1940 - 1949) Daws Butler (1950 - 1958)                         | Milton Luís               | Mário Jorge Montini                             | ?                                                      | ?                   | ?              |
| Butch              | Frank Graham (1940-1949) Daws Butler (1950-1958)                               | ?                         | Francisco Borges (curta "Smarty Cat")           | Bira Castro                                            | João Pinto          | ?              |
| Nibbles / Tuffy    | Francoise Brun-Cottan (1952-1958) Lucille Bliss (1958)                         | ?                         | ?                                               | ?                                                      | ?                   | ?              |
| Toodles            | Sara Berner                                                                    | ?                         | ?                                               | ?                                                      | Catarina Santos     | ?              |
| Joan               | June Foray                                                                     | ?                         | ?                                               | ?                                                      | ?                   | ?              |
| George             | Daws Butler                                                                    | ?                         | ?                                               | Nizo Neto                                              | João Pinto          | ?              |
| Patinho            | Red Coffey                                                                     | Cordélia Santos           | Leda Figueiró Luciene Andreotti                 | Nizo Neto                                              | José Pedro Carvalho | Peter Michael  |
| Patinho            | Red Coffey                                                                     | Neide Pavani              | Leda Figueiró Luciene Andreotti                 | Nizo Neto                                              | José Pedro Carvalho | Peter Michael  |
| Patinho            | Red Coffey                                                                     | ?                         | Leda Figueiró Luciene Andreotti                 | Nizo Neto                                              | José Pedro Carvalho | Peter Michael  |
| Narrador e Locutor | N/A                                                                            | Ary de Toledo             | Francisco Borges                                | Mário Costa                                            | Paulo Martinez      | Renato Godinho |
| Narrador e Locutor | N/A                                                                            | Ary de Toledo             | Carlos Alberto Vaccari (curta "Solid Serenade") | Mário Costa                                            | Paulo Martinez      | Renato Godinho |
| Narrador e Locutor | N/A                                                                            | Sérgio Luiz (Sincrovídeo) |                                                 | Mário Costa                                            | Paulo Martinez      | Renato Godinho |

Nota: Em Portugal, a primeira dobragem portuguesa dos estúdios PSB e distribuída pela Warner Home Video a partir do início dos anos 2000 em VHS/DVD, e teve os episódios todos dobrados. A segunda foi feita para uma nova coleção em DVD, porém a produção da dobragem foi cancelada. Na televisão, esta versão clássica sempre foi transmitida no idioma original inglês.

## Controvérsias e conflitos
Assim como a maioria das séries animadas produzidas nas décadas de 1920, 1930, 1940, 1950, e 1960, Tom & Jerry não é considerado politicamente correto. Cenas de racismo, tabagismo, violência e até terrorismo foram criticadas.

### Conflitos com aWarner Bros.
Em 1947, no mesmo ano em que a MGM produziu "The Cat Concerto", a Warner Bros. lançou "Rhapsody Rabbit", um curta-metragem da série Merrie Melodies, estrelado por Bugs Bunny (Pernalonga). Tanto a Warner Bros. como a MGM se acusaram de plágio durante a cerimônia de premiação do Óscar de melhor curta-animado no ano seguinte, com a MGM tendo vencido a premiação. A empresa Technicolor foi acusada de enviar impressões do trabalho de um estúdio para o outro por engano ou malícia.[carece de fontes?]

### Controvérsias governamentais
A franquia Tom and Jerry também tem sido pressionada Noroeste da Inglaterra. Alguns episódios da fase da MGM Cartoon de "Tom and Jerry" têm piadas de mau gosto ligadas às drogas que chegam a ser inapropriadas para crianças e várias delas passam pelas apologias aos cigarros, charutos e álcool. A MGM nos anos 40 e 50 produziu vários episódios com essas piadas e isso fez com que anos mais tarde a Cartoon Network entrasse em polémica devido à exibição destas.
A autoridade egípcia culpou "Tom e Jerry" pela extrema violência no médio oriente. A afirmação foi feita pelo responsável máximo dos serviços de informação do governo egípcio que culpa a série pela violência que ocorre nessa região. Segundo um comunicado: "[Tom and Jerry] retratam a violência como algo divertido e fazem passar a mensagem de que é normal bater em alguém e mesmo fazê-lo explodir. Na mente do espetador essa violência torna-se natural", defendeu o embaixador.
Em 2006, o organismo britânico da Ofcom recebeu queixas em que referiam que o Boomerang emitiu dois episódios clássicos de "Tom and Jerry" onde dois personagens apareceram a fumar cigarro e charuto. Em "Texas Tom" de 1950, Tom fabrica um cigarro e usa Jerry para o colar e fuma-o com a intenção de impressionar uma gata, e em "Tennis Chumps" de 1949, o Butch aparece a fumar charuto enquanto joga ténis com o Tom. Nesse mesmo ano "Tom and Jerry" recebeu uma forte critica do governo de Inglaterra ao episódio "The Million Dollar Cat" de 1944, por ter sido feita uma cena onde Tom fuma dentro de uma limusine. O governo inglês achou inaceitável a exibição daquela cena. Apesar de tudo, a Ofcom defende o conteúdo devido à época em questão. No entanto, uma decisão tomada pela distribuidora televisiva reeditou os episódios, mas que posteriormente reapareceram em vários lançamentos em DVD. O relatório emitido pela Ofcom broadcast bulletin a 21 de agosto de 2006  denunciou o Tom and Jerry por apresentar assuntos politicamente incorretos como apologias ao uso de cigarros e de tragadas, tentando prejudicar assim a reputação do Cartoon Network.

### Controvérsias sobre trama e violência
Vários pais, professores e outros encarregados de educação apontam e criticam "Tom and Jerry" com uma má influência para as crianças devido à constante rivalidade e violência doméstica entre os personagens.
Em 2013, o Cartoon Network do Brasil retirou 27 curtas clássicas de "Tom and Jerry" e de "Patolino e Pernalonga em Milan" do ar por serem "politicamente incorretas". O canal analisou o conteúdo e descreveu como violento e impunível e por isso decidiram censurar os episódios de modo a enquadrar o público-alvo e as novas séries do canal. A notícia foi oficialmente dada e fãs clássicos do canal reagiram com protestos pelas censuras, achando-as desnecessárias.
A série também foi acusada de incitamento ao racismo. Pelo menos vinte e quatro episódios foram acusados de possuir cenas racistas, como quando ocorre uma explosão ou algum liquido cai no rosto de um personagem e em ambos os motivos o rosto fica negro, o que foi interpretado por algumas pessoas como racismo. Em consequência disso, diversas cenas foram cortadas e editadas de alguns episódios. Num comunicado oficial de um dos realizadores (Joseph Barbera), ele disse que ele, juntamente com William Hanna, estavam a fazer piadas relacionadas com a época, afirmando que "os gags raciais em Tom e Jerry não refletiam a sua opinião racial; eles estavam apenas refletindo o que era comum na sociedade e os desenhos animados na época e eram feitos para ser humorísticos". Barbera também alegou ter sido o responsável pelas piadas de racismo. O episódio "His Mouse Friday" provocou uma polémica pesada na televisão devido a uma cena que envolve um canibal a dizer "Barbecue Cat" (gato de churrasco). Isso foi apontado como canibalismo racial e o diálogo foi censurado anos mais tarde pelos Estados Unidos.

#### Acusações de mensagens subliminares em episódios
Vários episódios de "Tom and Jerry" da fase da MGM também já foram acusados de ter mensagens subliminares relacionadas com satanismo e morte. A MGM até 1956 produziu alguns episódios como situações que foram despercebidas pelo público infantil por vários anos, e que perturbaram o conteúdo cinematográfico.
Os episódios "The Two Mousketeers" causou polémica devido à cena final onde Tom é decapitado por não conseguir salvar um jantal real. O episódio não deu para ser exibido com cortes e por isso foi banido da televisão em 2013.
O episódio "Blue Cat Blues" é o episódio mais dramático e sinistro da época. Nele Tom apaixona-se por uma gata mimada e acaba por ser rejeitado porque outro gato (Butch) tem mais dinheiro que Tom e também tenta conquistá-la. Quando Tom falha acaba por beber leite e dá soluços (referência ao alcoolismo) e tenta suicidar-se. No final desse episódio Jerry também namorava e acaba por ser traído. No final, Tom e Jerry sentam-se numa ferrovia à espera que um comboio passe por cima deles. O episódio provocou polémica entre fãs porque a cena final referenciou um suicídio entre ambos.
O episódio "Heavenly Puss" foi reeditado pela Cartoon Network nas partes em que uns gatinhos saem de um saco. A cena é pesada porque eles na verdade estão mortos. Foi também deletada cena em que o Tom é torturado no inferno.

### Reclamações sobre material adulterado
Em 1966, a divisão de Chuck Jones, enquanto dirigia a última fase dos personagens, foi contratada para reeditar material de algumas curtas, como "Saturday evening puss" ou "Triplet Trouble, onde a Mammy Two Shoes foi trocada por uma outra personagem (de cor diferente). Fãs da série clássica que se aperceberam da troca reclamaram e acusaram as editoras de não estarem a cumprir com os lançamentos originais. Outras curtas da Hanna-Barbera foram também criticados por terem trocado os cartões da MGM, que em vez de terem o Tanner tinha o Leo no painel da distribuidora cinematográfica. No entanto, a Turner Entretainment também não terá concordado com as reedições e eventualmente veio a restaurar os episódios, banindo assim as reedições artísticas feitas por Jones.

## Adaptação e transmissão na TV
Em 1965, os curtas animados começaram a ser adaptados para a televisão e depois para além dos países ingleses e americanos, a série foi também lançada em vários países:

### Canais de Televisão em que os curtas de Tom and Jerry foram exibidas na Televisão dos Estados Unidos
- 1992 - 2002 Cartoon Network
- 2001 - presente Boomerang

### Canais de Televisão em que os curtas de Tom and Jerry foram exibidas na Televisão do Reino Unido
- 1970 - presente ITV
- 1994 - 2009 Cartoon Network
- 2005 - 2012 Boomerang

### Canais de Televisão em que os curtas de Tom and Jerry foram exibidas na Televisão do Brasil
- 1972 - 1976 Rede Tupi; dublado
- 1976 - 1980 Rede Globo; dublado
- 1981 - presente SBT; dublado
- 1997 - 2010 Cartoon Network; dublado
- 2014 - 2019 Boomerang; dublado
- 2020 - presente Tooncast; dublado

### Canais de Televisão em que os curtas de Tom and Jerry foram exibidas na Televisão de Portugal
- 1980 RTP2; legendado
- 1996 SIC; legendado
- 1997 - 2008 Cartoon Network (EMEA)
- 2008 - 2011 Boomerang (EMEA)
- 1 de Maio de 2014 - Outubro 2014 Cartoon Network (PT); legendado (e com vários episódios censurados)